# دانيال إي. بوسلي
دانيال إي. بوسلي هو سياسي أمريكي، ولد في 9 ديسمبر 1953. نشط حزبياً في الحزب الديمقراطي. وقد انتخب عضو مجلس نواب ماساتشوستس ‏.